# Ernst Lintner

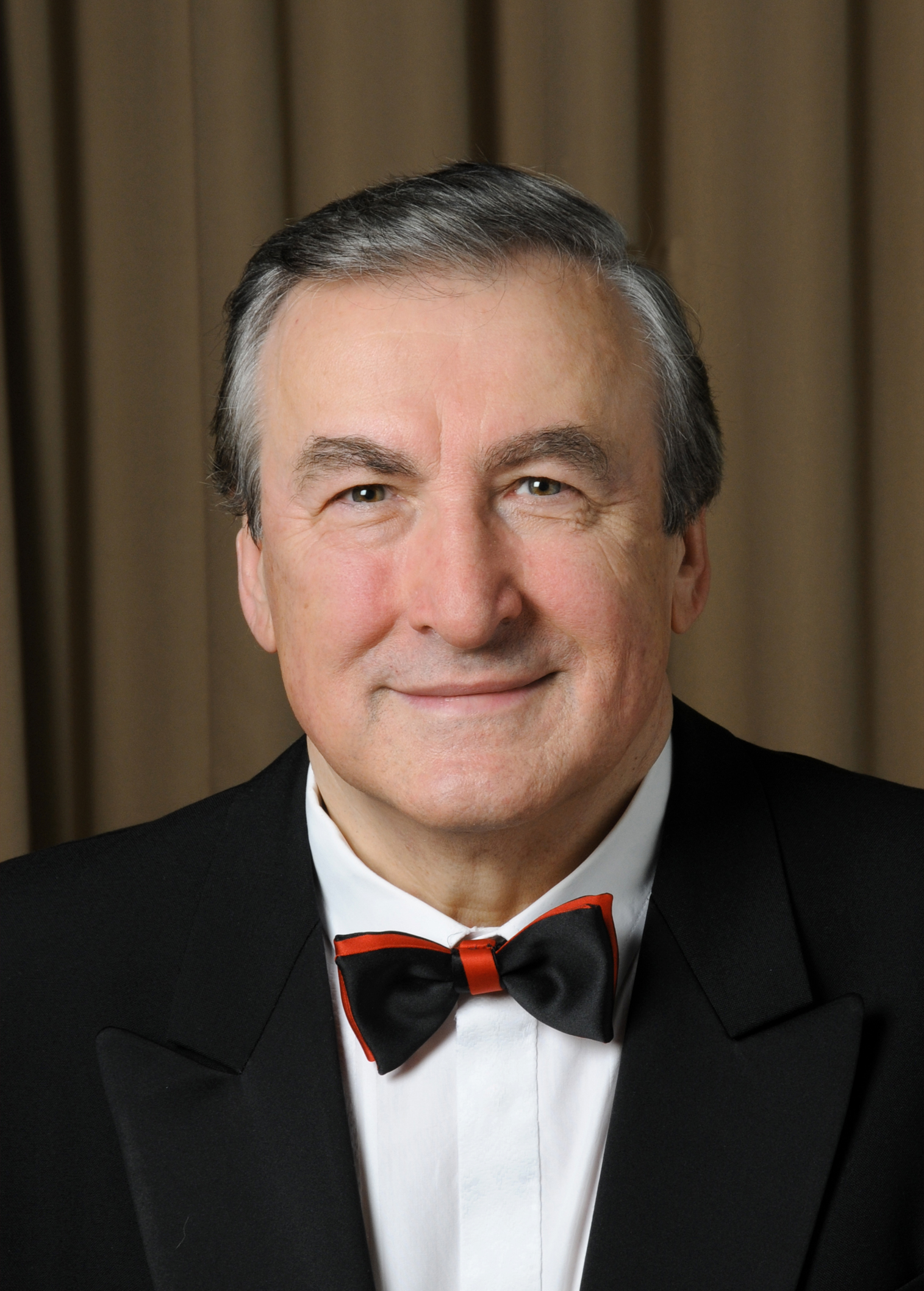
Porträt Ernst Lintner, 2011

Ernst Lintner (* 15. Januar 1943 in Kronsegg bei Langenlois, Niederösterreich) ist ein österreichischer Opernsänger (Tenor).

## Werdegang
Ernst Lintner belegte ein Studium an der Wiener Musikakademie bei Elisabeth Radó und Alexander Kolo, einen Meisterkurs im Liedgesang bei Erik Werba, sowie weitere Studien bei Rudolf Holtenau, Renate Holm und Arthur Korn. Sein Repertoire von Hauptpartien reicht über Oper, Operette und Sakralmusik hin bis zum Lied. Bühnenauftritte als Tenor hatte er in Sou Chong (Das Land des Lächelns), Der Vetter aus Dingsda , Der betrogene Kadi, Alfred (Die Fledermaus), Sigmund (Die Walküre, zuletzt 2013), 9. Sinfonie (Beethoven, Sender Freies Berlin) in Österreich, Deutschland, Belgien, Niederlande, Tschechien, Polen.

## Repertoire (Auszug)

### Oper
- Tamino in Die Zauberflöte von Wolfgang Amadeus Mozart
- Alfred in La traviata von Giuseppe Verdi
- Herzog in Rigoletto von Giuseppe Verdi
- Hans in Die verkaufte Braut von Bedřich Smetana
- Sigmund in Die Walküre von Richard Wagner
- Lohengrin in Lohengrin von Richard Wagner
- Don José in Carmen von Georges Bizet
- Canio in Pagliacci von Rugero Leoncavallo

### Operette
- Alfred in Die Fledermaus von Johann Strauß
- Sou Chong in Das Land des Lächelns von Franz Lehár
- Erster Fremder in Der Vetter aus Dingsda  von Eduard Künneke

### Oratorium
- Tenorpartie in Stabat Mater von Gioachino Rossini
- Tenorpartie in Stabat Mater von Antonín Dvořák
- Tenorpartie in Messa di Gloria von Giacomo Puccini
- Tenorpartie in Te Deum von Anton Bruckner

### Lied
- Liederzyklus An die ferne Geliebte von Ludwig van Beethoven
- Liederzyklus Die schöne Müllerin von Franz Schubert
- Liederzyklus Winterreise von Franz Schubert
- Liederzyklus Schwanengesang von Franz Schubert
- Liederzyklus Dichterliebe von Robert Schumann

## Wettbewerbe
Seit 2004 ist er Mitglied der Jury für Liedgesang/Kammermusik beim Internationalen Brahms-Wettbewerb in Pörtschach, seit 2011 in der Leitung des Nico Dostal Gesangswettbewerbs in Korneuburg.

## Preise und Auszeichnungen
Lintner erhielt eine Zuerkennung des Berufstitels Professor durch Bundespräsident Heinz Fischer im März 2011 für besondere kulturelle Leistungen bei der Nachwuchspflege von Instrumentalmusikern und Sängern. Außerdem erfolgte eine Verleihung der goldenen Robert Stolz Medaille durch Einzi Stolz für besondere Verdienste um die Musik von Robert Stolz.
Am 24. Mai 2025 wurde ihm in St. Pölten das Goldene Ehrenzeichen für Verdienste und das Land Niederösterreich verliehen. Die Auszeichnung wird für Lintners Bemühungen um die Einrichtung und Abwicklung des Internationalen Dostal-Gesangswettbwerbes in Korneuburg zum Andenken an den Korneuburger Komponisten Nico Dostal von 2011-2022 (8 Bewerbe) mit bis zu 80 Teilnehmer aus bis zu 14 Ländern.